# Большое Казаково
Большое Казаково — село в Балейском районе Забайкальского края России в составе сельского поселения «Казаковское».

## География
Село находится в северо-восточной части района на расстоянии примерно 30 километров по прямой на северо-восток от города Балей. 
Климат
Климат характеризуется как резко континентальный с продолжительной холодной малоснежной зимой. Абсолютный минимум температуры воздуха самого холодного месяца (января) составляет −45,5 °C; абсолютный максимум самого тёплого месяца (июля) — 39,2 °C. Среднегодовое количество атмосферных осадков составляет 308,3 мм.

## История
Основано в 1719 году крестьянами . 

## Население
Постоянное население составляло 151 человек в 2002 году (русские 97%), 139 человек в 2010 году.